# Oreichthys parvus
Oreichthys parvus är en fiskart som beskrevs av Smith, 1933. Oreichthys parvus ingår i släktet Oreichthys och familjen karpfiskar. IUCN kategoriserar arten globalt som otillräckligt studerad. Inga underarter finns listade i Catalogue of Life.